# 샬럿 체커스
| 샬럿 체커스   | |
| 콘퍼런스      | 동부 콘퍼런스                                                                                           |
| 디비전        | 애틀랜틱 디비전                                                                                         |
| 설립연도      | 1990년                                                                                                  |
| 해체연도      | |
| 역사          | 캐피탈 디스트릭트 아일런더스 (1990년~1993년) 올버니 리버 렛츠 (1993년~2010년) 샬럿 체커스 (2010년~현재) |
| 경기장        | 보쟁글스 콜리시엄                                                                                       |
| 연고지        | 노스캐롤라이나주 샬럿                                                                                   |
| 상징색        | 빨강, 검정, 은, 하양                                                                                    |
| 구단주        | MAK 하키 LLC                                                                                            |
| 단장          | - |
| 감독          | 마이크 모리스                                                                                           |
| NHL 제휴      | 캐롤라이나 허리케인스                                                                                   |
| ECHL 제휴     | 플로리다 에버블레이즈                                                                                   |
| 정규시즌 우승 | 2 (1995, 1996)                                                                                          |
| 콘퍼런스 우승 | - |
| 디비전 우승   | 4 (1995, 1996, 1997, 1998)                                                                              |
| 칼더 컵       | 1 (1995)                                                                                                |
| 영구 결번     | - |

샬럿 체커스(Charlotte Checkers)는 미국 노스캐롤라이나주 샬럿를 연고지로 하는 AHL의 동부 콘퍼런스 애틀랜틱 디비전 소속 아이스 하키팀이다.

## 역대 홈경기장
| 샬럿 체커스             |               |          |                       |      |
| 경기장                  | 사용기간      | 수용인원 | 장소                  | 비고 |
| 타임 워너 케이블 아레나 | 2010년~2015년 | 14,100명 | 노스캐롤라이나주 샬럿 | 빈칸 |
| 보쟁글스 콜리시엄       | 2015년~현재   | 8,600명  | 노스캐롤라이나주 샬럿 | 빈칸 |